# Isola di Kefken
L'isola di Kefken (in turco Kefken Adası) si trova al largo della costa del Mar Nero della Turchia, a breve distanza in barca dal villaggio di Cebeci, sulla terraferma, nel distretto di Kandıra, nella provincia di Kocaeli.
Ha una superficie di 21 ettari ed è lunga circa quattro volte la larghezza.

## Storia
In epoca greca, romana e bizantina (pre-ottomana), l'isola era chiamata Dafnusia (Δαφνουσία), Apollonia (Ἀπολλωνία), Thynias (Θυνιάς), Thyni (Θυνή), Thynis (Θυνίς) e Thyniis (Θυνηίς). Quest'ultimo deriva probabilmente dal vocabolo in greco antico: Θύνος?, Thynos ("tonno") o forse dai Thynii, una tribù di originaria della Tracia che viveva sulla costa della Bitinia. È menzionata dal geografo Claudio Tolomeo (5.14.1) e da Plinio il Vecchio (5.32), e da Strabone, e anche nel Periplo del Ponto Eusino. I nomi Thynias e Dafnusia sono entrambi riportati da Tolomeo, Thynias da Plinio, Strabone e da Stefano di Bisanzio. Stefano di Bisanzio scrive che è chiamata anche Thyni, Thynis e Thyniis.
L'isola è menzionata anche nei poemi epici greci Le Argonautiche e Argonautiche orfiche. Entrambi i poemi parlano degli Argonauti.
Sebbene l'insediamento sull'isola non abbia mai raggiunto il rango di "città", divenne, in una fase relativamente tarda, una sede vescovile, visto che non se ne fa menzione nel Synecdemus. La prima delle Notitia Episcopatuum in cui compare, sempre con il nome di "Dafnusia", è quella dell'inizio del X secolo attribuita all'imperatore bizantino Leone VI il Saggio. La Chiesa greco-ortodossa venera come santo martire, il vescovo di Dafnusia Saba, di cui non si sa altro, mentre dai documenti esistenti risulta che Leone partecipò al Concilio di Costantinopoli (869), dove si pentì di aver abbandonato Ignazio di Costantinopoli a favore di Fozio, e che il suo successore Antonio partecipò al Concilio di Costantinopoli (879), che reintegrò Fozio. Non più sede vescovile residenziale, Daphnusia è oggi elencata dalla Chiesa cattolica come sede titolare.
Nel 1261 la flotta latina era impegnata nell'assedio dell'isola quando l'imperatore di Nicea, Michele VIII Paleologo, catturò Costantinopoli ponendo così fine all'Impero latino di Costantinopoli.
Nel 1915 fu combattuta nelle sue vicinanze una battaglia navale fra la flotta russa e quella ottomana.

## Situazione odierna
Dall'isola si estendono lunghi frangiflutti che formano un porto sicuro per le navi.
Un faro risalente al 1º gennaio 1879 ha una portata di 14 miglia nautiche e un faro più piccolo si trova su ciascuno dei due frangiflutti.
Sono visibili le mura di una fortezza di epoca bizantina e genovese e alcuni pozzi e cisterne per l'acqua piovana.